# Eugen Țurcanu
Articolul se referă la deținutul politic și torționarul anilor 1950 ai României comuniste. Pentru alte persoane având același nume de familia, vedeți pagina Țurcanu.
Eugen Țurcanu (n. 8 iulie 1925, Păltiniș, județul Suceava - după alte surse, Dârmoxa -, d. 17 decembrie 1954, Jilava) a fost un deținut politic, care a fost condamnat la moarte pentru rolul său în fenomenul cunoscut sub denumirea Experimentul Pitești. Condamnat inițial pentru o perioadă de 7 ani la închisoare pentru nedenunțarea faptului că soția sa era fiică de comandant legionar iar el, Țurcanu, era membru PCR (PMR) și, înainte de condamnare, fusese trimis de Statul comunist ca lucrător operativ la ambasada din Sofia. Apartenența sa la Mișcarea Legionară este o imposibilitate având în vedere faptul că în ianuarie 1941, când a fost desființat Statul Național Legionar iar Mișcarea Legionară trecută în ilegalitate, el avea doar 15 ani.
În pușcărie, Țurcanu, ținând cont de îndoctrinarea comunistă a acestuia, a devenit liderul unui grup de deținuți al cărui scop era maltratarea și torturarea altor deținuți, în scopul „reeducării” acestora în spiritul marxism-leninismului și a obținerii de informații de valoare pentru organele de represiune comuniste. Deși activitatea sa a fost la început cel puțin tolerată, dacă nu încurajată sau direcționată de organele statului comunist, după ce informații despre cele ce se petreceau în închisorile din România au ajuns în Occident, acesta a fost anchetat, judecat și condamnat pentru faptele sale.

## Viața în libertate și prima condamnare
Locul nașterii lui Țurcanu este controversat. Unele surse indică satul Păltiniș  din județul Suceava, altele satul Dârmoxa, astăzi parte componentă a orașului Broșteni, în timp ce Țurcanu însuși se declara originar din Câmpulung Moldovenesc. Așa zisele sale legături cu legionarii prin soția sa, au fost în realitate dușmănii ținând cont de faptul ca socrul, fost comandant legionar, nu l-a acceptat niciodată în familie, iar el s-a căsătorit în secret cu fiica acestuia. Comuniștii au întors povestea de-andoaselea, declarându-l legionar, atunci când a fost exploatat ca țap ispășitor principal pentru crimele de la Pitești și Gherla.
Țurcanu provenea dintr-o familie numeroasă, având cinci frați. S-a căsătorit cu fata unui avocat bucovinean, fost comandant legionar și a avut un copil. După 23 august 1944 a început să cocheteze cu comuniștii și se pare că s-a înscris într-o asociație studențească procomunistă, precum și în Partidul Muncitoresc Român.
Una dintre victimele sale și-l amintește astfel:
| “ | [...] bărbat frumos, ieșit din comun... cu părul castaniu spre blond... când se încrunta, te înspăimanta... corpul bine proporționat părea corpul unui atlet de performanță. Când îți dădea un pumn sau o palmă, te dobora la pământ. Când se enerva era atât de crud, că distrugea totul în calea lui, ca un ucigaș feroce. Mai era apoi și de o inteligență ieșită din comun și cu o memorie formidabilă... Era însă atât de satanizat că nu mai știai ce să crezi despre el... | ” |
|   | |   |

A urmat aproapte 3 ani cursurile Facultății de Drept din Iași, devenind membru în Biroul Politic al organizației comuniste locale. A fost însă arestat la 25 iunie 1948, iar prin sentința nr. 137 din 5 februarie 1949 a Tribunalului Militar Iași a fost condamnat la 7 ani închisoare corecțională pentru așa zisa activitate legionară.

## În închisoare
Perioada inițială a detenției a fost petrecută de Țurcanu la penitenciarul din Suceava. Aici, un grup de condamnați pentru trecutele lor simpatii legionare, conduși de Alexandru Bogdanovici au inițiat diferite acțiuni pentru a câștiga simpatia autorităților comuniste, printre care redactarea unui memoriu adresat conducerii de partid prin care promiteau renunțarea la orice activitate politică în schimbul eliberării, precum și constituirea, cu implicarea lui Țurcanu, la începutul anului 1949, a Organizației Deținuților cu Convingeri Comuniste.
A fost transferat la închisoarea din Pitești la 22 aprilie 1949 și, odată ajuns acolo, a căutat să iasă la raportul directorului Dumitrescu, dar cu care nu a reușit să vorbească decât la începutul lunii iunie, când acesta inspecta celulele. În urma discuțiilor cu acesta, Țurcanu a fost recrutat ca informator al conducerii închisorii, beneficiind și de un tratament mult mai favorabil decât cel aplicat deținuților obișnuiți, beneficiind de suplimente de mâncare, libertate de mișcare în interiorul penitenciarului etc. În vara anului 1949 a identificat, cu ajutorul colaboratorilor săi, pe acei deținuți care constituiau vârfuri sau modele pentru ceilalți, pe care administrația i-a izolat într-o secție separată.
Ideea aplicării unor tratamente violente deținuților a apărut în urma unor discuții cu directorul Dumitrescu, petrecute în noiembrie 1949. Din acel moment, Țurcanu a participat direct la schingiuirea a câteva sute de deținuți. Mulți dintre aceștia au fost omorâți ca urmare a bătăilor aplicate de Țurcanu și acoliții acestuia.
La 18 august 1951 a fost transferat la penitenciarul din Gherla, unde și-a continuat activitatea de torționar, deși la proporții reduse, până în decembrie 1951. La 19 decembrie 1951 a fost transferat la Jilava.

## Procesul din 1954
Procesul lui Eugen Țurcanu și a grupului de torționari pe care l-a condus a avut loc în perioada septembrie - noiembrie 1954, iar completul de judecată a fost condus de Alexandru Petrescu, cel care prezidase și la procesele lui Iuliu Maniu și ale sabotorilor de la Canal. Actul de acuzare formulat de procurorul militar susținea că activitățile acuzaților erau o urmare a unei inițiative a lui Horia Sima, pentru a acredita în țările imperialiste ideea că se urmărea exterminarea și maltratarea deținuților în pușcăriile comuniste, pentru a compromite regimul și guvernul român. Despre Țurcanu se susținea că în 1945 a devenit șeful Frăției de Cruce Câmpulung, apoi ar fi înființat organizația "Tineretul Național Liberal Creștin", iar mai târziu s-ar fi înscris în Uniunea Tineretului Comunist. Actul de acuzare recunoaște morțile unor deținuți, cum ar fi Corneliu Niță, Eugen Gavrilescu, Gheorghe Șerban și Gheorghe Vătășoiu, dar și a lui Bogdanovici, "care fusese supus unui regim de exterminare din cele mai groaznice".
Implicarea autorităților vremii în bestialitățile de la Pitești a fost recunoscută de regimul comunist indirect și cu jumătăți de măsură prin condamnarea, în anul 1957, la pedepse cu închisoarea a unor responsabili mărunți, de la nivelul închisorii de la Pitești (inclusiv a directorului închisorii).
Prin sentința din 10 noiembrie 1954, Țurcanu, împreună cu majoritatea membrilor grupului acestuia, au fost condamnați la moarte. Țurcanu a fost executat prin împușcare la 17 decembrie 1954, iar decesul a fost înregistrat la Sfatul Popular al comunei Jilava la 5 octombrie 1962.